# Všechlapský potok
Všechlapský potok je potok v Jihočeském kraji, levostranný přítok řeky Lužnice, který odvodňuje malé území v jihozápadní části okresu Tábor. 
Pramení severovýchodně nad vesnicí Všechlapy v nadmořské výšce asi 495 metrů. Teče zhruba západním směrem okolo obce Černýšovice a do Lužnice se vlévá jeden kilometr proti proudu od vesnice Hutě, v nadmořské výšce 360 metrů.